# Тереховское (Ярославская область)
Тереховское — деревня в Ярославском районе Ярославской области. Входит в состав Заволжского сельского поселения.

## География
Находится в восточной части Ярославской области на расстоянии приблизительно 11 км на восток по прямой от станции Филино.

## История
В 1859 году здесь (деревня Ярославского уезда Ярославской губернии) было учтено 25 дворов, в 1898 — 31.

## Население
Численность населения: 129 человек (1859 год), 24 (русские 96 %) в 2002 году, 17 в 2010.